# Megadictyna
Megadictyna là một chi nhện trong họ Nicodamidae.